# Fyzikální ústav Univerzity Karlovy
Fyzikální ústav Univerzity Karlovy (FÚ UK) je jedním z největších samostatných pracovišť (se statutem katedry) fyzikální sekce Matematicko-fyzikální fakulty Univerzity Karlovy (MFF UK). Ve své tradici navazuje na Fysikální ústav založený roku 1882 při Filozofické fakultě c. k. české university Karlo-Ferdinandovy,
v jehož historické budově na Karlově, kromě části laboratoří v Troji, sídlí. Těžiště vědecké i pedagogické práce ústavu v současnosti leží v oborech fyzika pevných látek, fyzika molekulárních a biologických struktur a teoretická fyzika.

## Historie
Fysikální ústav při Filozofické fakultě c. k. české university Karlo-Ferdinandovy vznikl roku 1882 při rozdělení univerzity na českou a německou část univerzitním zákonem z 28. února 1882. Původně provizorně sídlil v malé jednopatrové budově v pražském Klementinu – lidově zvané „domeček“ – při vchodu do Zrcadlové kaple.
Nevyhovující prostory vedly prof. Strouhala v roce 1890 k zahájení snah o zbudování nové důstojné budovy Fyzikálního ústavu. Výstavba nové budovy na Karlově však proběhla až v letech 1905–1907. Vědecká činnost pak byla v novém ústavu zahájena 13. ledna 1908 experimentální přednáškou prof. Strouhala a pravidelná výuka experimentální fyziky byla zahájena 1. října 1908. Původní „C. k. fysikální ústav“ byl po vyhlášení samostatnosti Československa v roce 1918 přejmenován na Fysikální ústav Karlovy university (z této doby pochází zlatavý nápis nad vchodem do ústavu). V roce 1923 měl ústav Oddělení I. pod vedením prof. V. Posejpala a Oddělení pro užitou fyziku II., vedené prof. A. Žáčkem a III. Oddělení pro vědeckou fotografii a fotochemii prof. V. Vojtěcha. K 1. červenci 1935 se Spektroskopický ústav (vyčleněný z Fyzikálně chemického ústavu a původně sídlící v budově chemických ústavů na Albertově) prof. Václava Dolejška, jenž byl jmenován řádným profesorem experimentální fyziky, začlenil do Fyzikálního ústavu UK jako jeho čtvrté oddělení (ale značením II.). Za první republiky se vědecká práce ústavu rozvíjela zejména v oborech optiky a spektroskopie, experimentálního studia elektromagnetických kmitů, piezoeletřiny a fotochemie. Po uzavření vysokých škol v roce 1939 přešly až do konce II. světové války laboratoře Fyzikálního ústavu, spolu s řadou vědců a studentů pod vedením prof. Dolejška, pod tzv. „Fyzikální výzkum Škodových závodů“.
Jako pracoviště se Fyzikální ústav UK dominantně podílel na výzkumu a výuce v experimentální a teoretické fyzice na Univerzitě Karlově až do roku 1950. Tehdy dle nového vysokoškolského zákona z roku 1949 pozbyl statusu samostatného ústavu a byl začleněn do Katedry fyziky. Díky osamostatnění Matematicko-fyzikální fakulty od Přírodovědecké fakulty v roce 1953, došlo v roce 1956 k obnovení Fyzikálního ústavu pod vedením prof. Zachovala jako samostatného pracoviště zaměřeného především na vědecký výzkum (v oblastech elektroniky, optiky, dielektriky a mechaniky iontových krystalů, ultraakustiky atp.) a koordinaci vědecké práce na MFF UK (na ústavu též působila skupina pro výuku fyziky a matematiky na základních a středních školách).
1. ledna 1968 došlo k reorganizaci FÚ UK pod vedením prof. Tauce (z Ústavu fyziky pevných látek ČSAV), k užšímu zaměření základního výzkumu a opuštění koordinační funkce. Z Katedry fyziky pevných látek přešla do FÚ UK část oddělení polovodičů, celé oddělení biofyziky, skupina optických vlastností a technologická laboratoř. Nově bylo zřízeno kryogenní oddělení zajišťující provoz zkapalňovačů pro potřeby MFF UK. Ústav též převzal péči o výuku ve specializaci biofyzika. V 70. létech sestával ústav z oddělení biofyziky, oddělní optických vlastností pevných látek, oddělení technologie materiálů, oddělení optoelektroniky a integrované optiky, oddělení teoretického, a oddělení pro kybernetizaci fyzikálních experimentů. Řada z původních oddělení setrvala v mírně pozměněné podobě dodnes.[kdy?][zdroj?]

## Historická budova Fyzikálního ústavu UK
Budova Fyzikálního ústavu je postavena v neoklasicistním stylu s členitými fasádami a neobarokními prvky ze strany průčelí. Fasádu zdobí pás jmen slavných fyziků pod úrovní oken druhého patra – na východní straně (zprava): Alessandro Volta, André-Marie Ampère, Prokop Diviš, Heinrich Hertz, Galileo Galilei, Christian Doppler, na jižní straně: Augustin-Jean Fresnel, Christiaan Huygens, Isaac Newton, Jan Marcus Marci, Archimédés, Hans Christian Ørsted, a na západní: Michael Faraday, Wroblewski, Henri Victor Regnault, Hermann von Helmholtz, August Seydler, Pierre Curie. Na severní straně jména chybí.
Původně měla na Karlově stát jediná budova matematicko-fyzikálních ústavů, ale pro nevhodnost terénu (násyp stráně) byla myšlenka při kopání zkušebních základů na jižní straně opuštěna a 10. března 1900 bylo rozhodnuto rozdělit jednolitou budovu na dvě menší. Technické plány vypracoval inženýr Jan Gerstl na podkladě náčrtů prof. Strouhala. Avšak roku 1904 bylo v rámci posouzení vlivu stavby na okolí v c. k. mocnářství z hygienicko-epidemiologických důvodů (protější budova zemské porodnice, dětské nemocnice a nalezince) nařízeno ustoupit s budovou o 10 metrů dolů po svahu. Z technických důvodů nestability navážek na svahu však budova couvla z uliční čáry jen o 2,5 metru, ale i tak došlo k prodražení stavby. Budova Fyzikálního ústavu proto podivně ustupuje z uliční linie ulice Ke Karlovu, ale za to má dnes vkusné předzahrádky. Po udělení stavebního povolení bylo ihned započato se stavbou v roce 1905 a budovu se podařilo pod vedením inženýra F. Zvěřiny a stavebních radů ing. Gerstla, Labera a Vomáčky dokončit již roku 1907. Náklady na stavbu činily 565 890 rakouských korun (+ stavební režie 27 300 korun), vnitřní zařízení bylo pořízeno za 121 616 korun a vědecké zařízení pak 150 000 korun. Celkové náklady tedy činily 864 806 rakouských korun.
Ve spolupráci s asistenty Bohumilem Kučerou a Františkem Záviškou vybavil Vincenc Strouhal ústav moderními přístroji pro výzkum i výuku. Velká posluchárna (pozdější F1) byla na svou dobu nejen moderně vybavena pro pokusy fyzikální, ale byla též opatřena na svou dobu moderní klimatizací, která nasávala vzduch z přilehlé zahrady, vzduch se filtroval, ale i zvlhčoval pro pohodlí posluchačstva. Pod velkou posluchárnou byly nabíjecí agregáty poskytující 3000 V stejnosměrného napětí a později zde byl umístěn i zkapalňovač vzduchu. Do všech laboratoří ústavu byl rozveden střídavý proud 120 V a stejnosměrný 10–120 V. Na svou dobu byl ústav nejmodernější vědeckou institucí UK a snesl plně srovnání ve světovém měřítku.
V budově dnes kromě Fyzikálního ústavu, který obývá 2. patro a část suterénu, sídlí v 1. patře Katedra fyziky materiálů, v přízemí Katedra fyziky kondenzovaných látek a v části suterénu též Katedra chemické fyziky.[zdroj?]
V budově se v mezaninu 2. patra nachází velká fyzikální Posluchárna prof. Strouhala F1 pro ca. 150 posluchačů a v 1. patře menší fyzikální Posluchárna prof. Dolejška F2 pro ca. 50 posluchačů. Dále jsou v budově tři menší katedrální seminární místnosti pro ca. 25 posluchačů.[zdroj?]
Stavbu ústavu připomíná deska, umístěná v mezaninu 2. poschodí nad vchodem do Posluchárny prof. Strouhala, která nese nápis: „Zbudováno v letech 1905–1907 zásluhou ředitele fysikálního ústavu Karlovy university prof. Dr. Čeňka Strouhala (*10. IV. 1850 †23. I. 1922) za součinnosti prof. Dr. Bohumila Kučery (*22. III. 1874 †16. IV. 1921)“. V mezaninu prvního patra byla 7. května 1947 odhalena pamětní deska prof. Václavu Dolejškovi (doplněná o fotografii jmenovaného), který byl 7. října 1944 zatčen za odbojovou činnost a následně zahynul v Malé pevnosti v Terezíně 3. ledna 1945.

## Vnitřní členění a výzkumné zaměření ústavu
- Oddělení biofyziky – se zabývá výzkumem molekulárních interakcí, buněčných struktur, membránových transportérů a dějů svázaných s buněčnou membránou i komplexních biologických procesů na úrovni od modelových systémů po živé buňky. Kromě standardních biochemických a mikrobiologických metod náš výzkum zahrnuje především aplikace emisní spektroskopie (stacionární a časově rozlišenou fluorescenci, fluorescenční anisotropii) a fluorescenční mikroskopii (konfokální mikroskopie, FLIM, apod.).
- Oddělení fyziky biomolekul – provádí výzkum v molekulární biofyzice s přesahem do biologických a medicínských aplikací se zaměřením na fyzikálně-chemické vlastnosti, struktur a interakce biomolekul. Hlavní výzkumné metody zahrnují Ramanovu, infračervenou, UV-VIS absorpční spektroskopii/mikroskopii, Ramanovu optickou aktivitu, vibrační a elektronový cirkulární dichroismus. Experimentální studie jsou podpořeny kvantově-chemickými výpočty a molekulárně-dynamickými počítačovými simulacemi.
- Oddělení optoelektroniky a magnetooptiky – se zaměřuje na výzkum elektrických, optických a detekčních vlastností širokopásových polovodičů, metalorganických a anorganických perovskitů a přípravu nechlazených spektrálně citlivých detektorů rentgenového a gama záření. Pozornost věnuje rovněž grafenu a objemovému grafitu. Studujeme také nové magnetické nanostruktury pro aplikace ve fotonických čipech, trojrozměrném zobrazování či přenosu a záznamu informace. Disponuje experimentálním zázemím pro výzkum základních vlastností polovodičů, aparaturami na měření transportu náboje (Time-of-Flight), fotoluminiscence, optické absorpce, fotovodivosti a Pockelsova jevu. Využíváme unikátní přístrojové vybavení pro optickou a magnetooptickou charakterizaci magnetických materiálů a jejich nanostruktur s vysokým spektrálním, prostorovým a časovým rozlišením v širokém teplotním rozsahu od 2,5 K do 800 K. Disponujeme vysoce modulárním systémem magnetronového naprašování v ultravysokém vakuu.
- Oddělení teoretické – v zaměření hraje podstatnou roli kvantová koherence ve třech skupinách problémů. Jednak odezvou poměrně malých molekul na sérii koherentních světelných pulsů. V těchto systémech lze pozorovat defázování a zpětné složení fází, tak zvané kvantové echo, a přes něj nahlédnout na interakci elektronů s vibracemi. Koherentní procesy se projevují i u velkých molekul, například u chlorofylu, kde tvoří základ kvantové biologie, což je druhý okruh problémů. Konečně, makroskopická kvantová koherence leží v podstatě všech neobvyklých projevů supravodivosti, která je třetím studovaným systémem.
- Oddělení optických technologií – se podílí na výrobě speciálních optických prvků, kyvet, čoček, zrcadel, atp. pro vědecké aparatury.
- Mechanická dílna – se věnuje výrobě mechanických dílů a částí vědeckých aparatur.

## Výuka
Ústav zajišťuje výuku v magisterských oborech Biofyzika a chemická fyzika (je garantem oboru), Optika a optoelektronika, a doktorandské studium v oborech Biofyzika, chemická a makromolekulární fyzika (je garantem oboru), Kvantová optika a optoelektronika, a Matematické a počítačové modelování. Pracovníci ústavu se podílejí i na výuce pro jiné specializace na MFF a PřF UK a to i v bakalářském stupni studia.

## Zajímavosti
Vstupní dvoranu ústavu podnes zdobí nádherné dveře vyzdobené řezbou s motivy jablíček poznání, historická vrátnice i studentská nástěnka, které pamatují založení budovy. Původně však nádherný vstup krášlila i mozaiková dlažba (jinak podnes zachovaná v celé budově) doplněná na popud prof. Strouhala o motiv čtyřlístku, přes který musel návštěvník přejít. Vincenc Strouhall si prý byl vědom toho, že bádání vyžaduje i nezanedbatelný podíl štěstí… 
První polarograf prof. Heyrovského byl vyroben v mechanických dílnách Fyzikálního ústavu sídlících dodnes na stejném místě v budově Ke Karlovu 5.

## Ředitelé ústavu
- Prof. Dr. Čeněk Strouhal (1905–1919) [7]
- Prof. Dr. Bohumil Kučera (1920)
- Prof. Václav Posejpal (1921–1935)
- Prof. Dr. Augustin Žáček (1936–1939, 1946–1947)
- Dr. Jindřich Bačkovský (1948–1949)
- Prof. L. Zachoval (1956–1967)
- Prof. Jan Tauc (1968–1970)
- Prof. RNDr. Václav Prosser, CSc. (1970–1989)
- Prof. RNDr. Pavel Höschl, DrSc. (1990–2003)
- Prof. RNDr. Vladimír Baumruk, DrSc. (2004–2011)
- Prof. Ing. Jan Franc, DrSc. (2012–2019)
- Prof. RNDr. Petr Heřman, CSc. (2019–)

## Někteří významní pracovníci a absolventi
- Prof. RNDr. František Běhounek, DrSc. (1898–1973) – fyzik, polárník, spisovatel, ředitel Státního radiologického ústavu[7]
- Prof. Jaromír Brož (1908–1990) – experimentální fyzik, fyzik pevných látek
- Prof. Václav Dolejšek (1895–1945) – experimentální fyzik
- Prof. Bohumil Kučera (1874–1921) – experimentální fyzik
- Prof. Václav Petržílka (1905–1976) – experimentální fyzik
- Prof. Vincenc Strouhal (1850–1922) – experimentální fyzik, rektor Univerzity Karlovy
- Prof. Ing. Dr. Jan Tauc, DrSc. (1922–2010) – fyzik pevných látek
- Prof. Viktor Trkal (1888–1956) – teoretický fyzik, generální tajemník České akademie věd a umění
- Prof. Viktorin Vojtěch (1879–1948) – fotochemik
- Prof. August Žáček (1886–1961) – experimentální fyzik